# Edson Seidou
Edson Seidou, né le 7 octobre 1991 à Céret (Pyrénées-Orientales), est un footballeur franco-ivoirien, qui joue au poste d'arrière gauche au Stade lavallois.

## Biographie

### Jeunesse et formation
Né à Céret dans les Pyrénées-Orientales, Edson Seidou est d'origine ivoirienne. Il commence le football à l'ASC Las Cobas Perpignan, club formateur de Steve Mounié, Maxime Pélican et Hakim El Mokkedem. En juin 2004 il participe à la seconde phase du concours d'entrée au pôle espoirs de Castelmaurou, mais n'est pas admis. En janvier 2006, il participe à une détection en vue d'établir la sélection des 14 ans de la Ligue du Languedoc-Roussillon. Parmi les joueurs présents à ce rassemblement, les futurs internationaux Andy Delort et Florian Lejeune.

En 2006, celui qui joue alors au poste d'attaquant intègre le centre de formation des Chamois niortais, sous contrat aspirant, et effectue ses études au lycée de la Venise-Verte. À Niort il retrouve son cousin Fabrice Seidou, qui joue avec l'équipe première. Il est progressivement repositionné comme milieu axial.

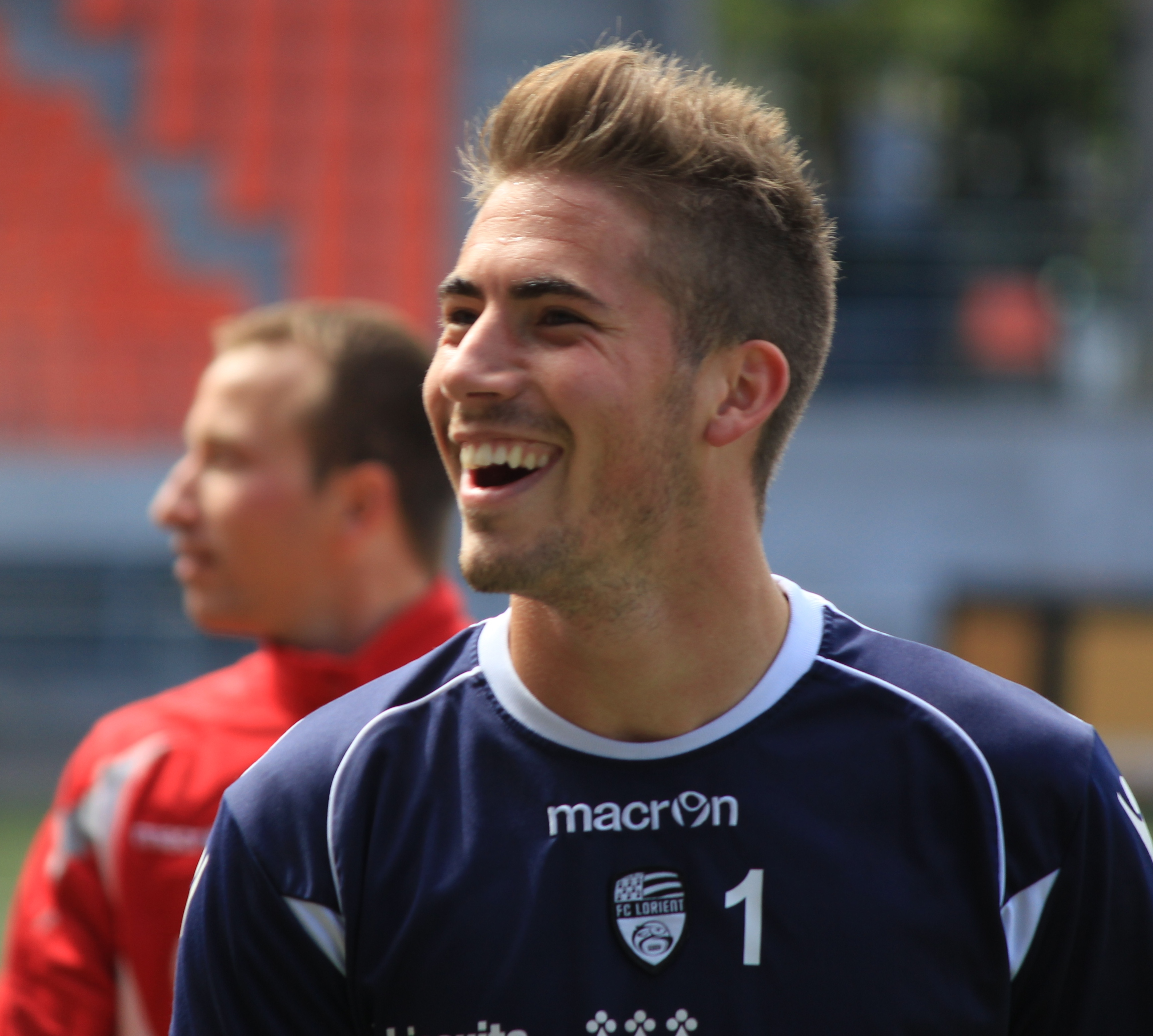
Coéquipiers à Niort, Benjamin Lecomte et Edson Seidou s'illustrent en Coupe Gambardella.

En mars 2008, il dispute avec les 16 ans des Chamois le Tournoi de Montaigu, aux côtés de Benjamin Lecomte. L'équipe entraînée par Franck Azzopardi termine sixième sur douze, devant le Stade rennais, les Girondins de Bordeaux et l'Olympique de Marseille,. L'année suivante, il participe à l'intégralité du bon parcours du club en Coupe Gambardella. Les jeunes Niortais éliminent Bordeaux en seizièmes, puis se qualifient sur le terrain de Nîmes à l'issue de la séance de tirs au but. Edson Seidou, auto-désigné comme dernier tireur, qualifie son club après que Benjamin Lecomte ait effectué un arrêt décisif,. Niort s'inclinera en quarts de finale face au Montpellier HSC de Belhanda et Cabella, futur vainqueur de l'épreuve. Lors de cette saison 2008-2009, Seidou effectue six apparitions avec l'équipe réserve de Pascal Gastien en CFA2.

### Carrière en club
Il quitte Niort lorsque le club perd son statut professionnel, et rejoint l'Amiens SC. Lors de sa première année, il alterne entre les U19, dont il est le meneur de jeu, et l'équipe réserve de Fabien Mercadal en CFA2. Il intègre le groupe professionnel en 2010, dispute deux matches de Coupe de France et apparait trois fois sur le banc en National. Il ne se voit pas proposer de contrat pro et rejoint en 2011 le club voisin de l'AC Amiens, où il réalise une saison quasi pleine en CFA. Sa saison suivante à Roye-Noyon attire les convoitises : le club belge de Mouscron annonce son arrivée mais un problème d'indemnités de formation l'empêche de signer alors qu'il s'entraîne déjà avec le groupe.
Seidou s'engage alors à Colomiers où il fait ses débuts en National. Le 1er septembre 2014, dernier jour du mercato, il rejoint le Red Star où il décrochera le titre de champion de National malgré un faible temps de jeu. Non conservé, il rebondit à Épinal où il se stabilise au poste de latéral gauche, et réalise la meilleure saison de sa carrière. Clermont, Strasbourg et deux clubs belges le courtisent,.

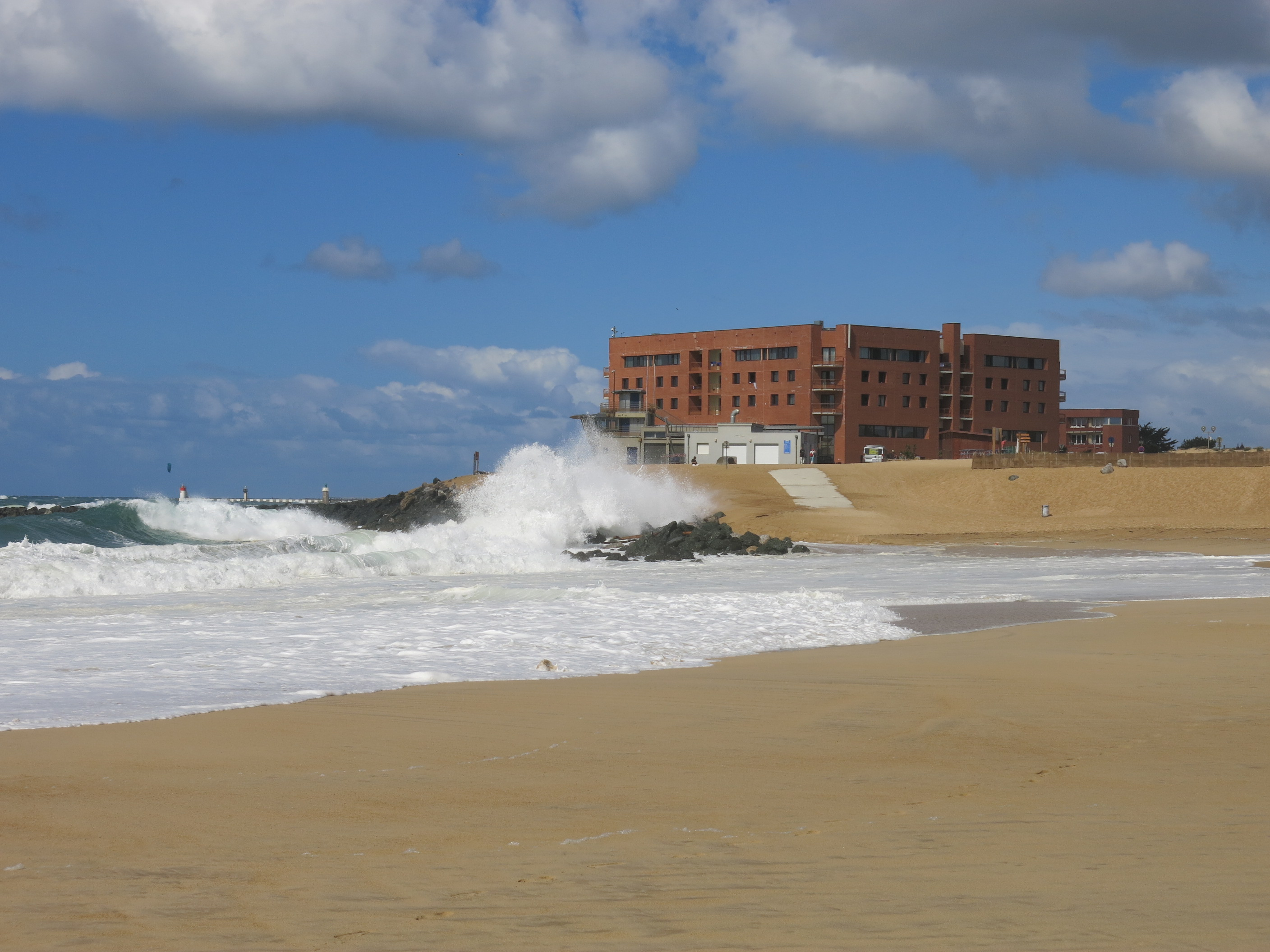
Victime d'une rupture de ligament croisé, Edson Seidou effectue sa rééducation au CERS de Capbreton.

En juin 2016, Olivier Frapolli le recrute à Orléans, promu en Ligue 2. Il y signe son premier contrat professionnel, à 24 ans. Il joue 55 matches en deux saisons mais refuse de prolonger en raison d'une proposition jugée insuffisante. Il fait alors son retour au Red Star, champion en titre de National. En octobre 2018, il est victime d'une entorse grave du genou, avec atteinte du ligament croisé antérieur isolé. Opéré avec succès fin novembre, il est absent pendant près d'un an et passe plusieurs semaines de rééducation au Centre européen de rééducation du sportif (CERS) de Capbreton. Le média Vice France lui consacre un reportage.
En 2020 il retrouve Olivier Frapolli au Stade lavallois où il signe pour deux saisons. Il est sacré champion de National en 2022. En mars 2023 il prolonge son contrat de deux ans, jusqu'en juin 2025.

## Palmarès
- Champion de France de National en 2015 avec le Red Star FC.
- Champion de France de National en 2022 avec le Stade lavallois.

## Vie personnelle
Il est le cousin de Fabrice Seidou, footballeur ivoirien né en 1986, qui joua en Ligue 2 à Niort et Orléans.